# Тхонбури
Тхонбури́ (ธนบุรี) — один из пятидесяти кхетов (округов) Бангкока, столицы Таиланда. Расположен на западном (правом) берегу реки Чаупхрайя. До 1971 года был самостоятельным городом, центром одноимённой провинции. Исторически, в период правления Таксина, с 1772 по 1782 год, была столицей Сиама. Эти годы известны как Тхонбурийский период истории Таиланда.
Тхонбури граничит с семью другими округами Бангкока: Бангкок Яй, Кхлонгсан, Ратбурана, Чомтхонг и Пхасичарен на том же берегу реки, и Пхранакхон и Бангкхолем на противоположном берегу.

## История

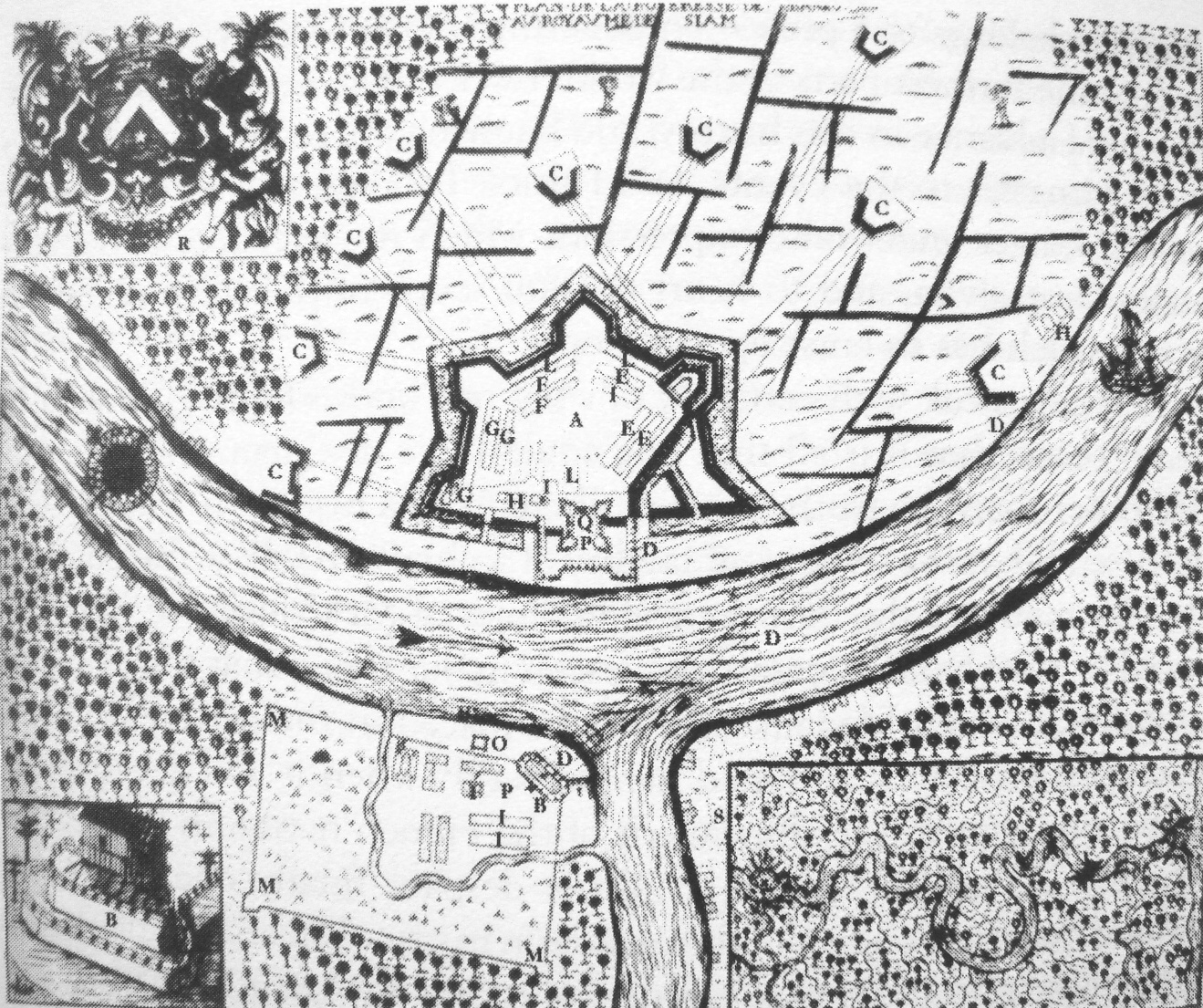
Французская гравюра, изображающая осаду Бангкока 1688 года. Тхонбури показан в левом нижнем углу.

Тхонбури существовал в аюттхайский период истории Таиланда и был важным стратегическим городом, защищавшим устье Чаупхрайи. В 1765 году здесь на некоторое время было остановлено наступление бирманцев, в результате всё равно закончившееся падением (в 1767 году) Аюттхаи.
В 1772 году король Таксин сделал Тхонбури своей столицей, решив не восстанавливать разрушенную Аюттхаю. В это время находившийся на другом берегу реки Бангкок был небольшой рыбацкой деревней. В 1782 году Буддха Йодфа Чулалоке совершил государственный переворот и стал королём Сиама Рамой I. Он перенёс столицу в Бангкок.
Округ Тхонбури сначала назывался Ампхе Ратчакры (ราชคฤห์), по названию расположенного в нём вата. 11 июля 1916 года он был переименован в Ампхе Бангйирыа, и лишь 17 апреля 1939 года в Тхонбури. Некоторое время он входил в одноимённую провинцию, но в декабре 1971 года провинция вошла в состав столичного округа Бангкок. В настоящее время бывший город Тхонбури является частью Бангкока.

## Административное деление
Район разделен на 7 подрайонов (кхвенга)
| 1. | Wat Kanlaya  | วัดกัลยาณ์  |
| 2. | Hiran Ruchi  | หิรัญรูจี    |
| 3. | Bang Yi Ruea | บางยี่เรือ  |
| 4. | Bukkhalo     | บุคคโล    |
| 5. | Talat Phlu   | ตลาดพลู   |
| 6. | Dao Khanong  | ดาวคะนอง |
| 7. | Samre        | สำเหร่    |

## Достопримечательности
- Памятник Таксину, скульптор Силпа Бхирасри, открыт 17 апреля 1954 года.
- Церковь Святого Креста, построена португальцами в конце XVIII века. В это время в Тхонбури, столице Сиама, жило много португальских купцов и миссионеров.
- Ват Калаянимит, содержит большую статую сидящего Будды, а также самый большой в Таиланде бронзовый колокол.
- Ват Интхарам Воравихам. Чеди в этом вате содержит прах короля Таксина, который сделал пожертвования на обновление храма.